# Mattiline Render
Mattiline Render (* 17. Februar 1947 in Moreland, Georgia) ist eine ehemalige US-amerikanische Sprinterin.
1971 siegte sie bei den Panamerikanischen Spielen in Cali in der 4-mal-400-Meter-Staffel.
Bei den Olympischen Spielen 1972 in München erreichte sie über 100 m das Viertelfinale und kam mit der US-amerikanischen 4-mal-400-Meter-Stafette auf den vierten Platz.
Ihre persönliche Bestzeit über 100 m von 11,4 s stellte sie am 26. Juli 1970 in Moskau auf.